# Gare de Pierroton
La gare de Pierroton est une gare ferroviaire française, aujourd’hui fermée, de la ligne de Bordeaux-Saint-Jean à Irun, située sur le territoire de la commune de Cestas, dans le département de la Gironde en région Nouvelle-Aquitaine. Elle se trouve à environ 5 kilomètres du bourg de la commune.

## Situation ferroviaire
Établie à 60 m d'altitude, la gare de Pierroton est située au point kilométrique (PK) 19,855 de la ligne de Bordeaux-Saint-Jean à Irun entre les gares fermées de Toctoucau et de Croix-d'Hins. 

## La gare
Depuis le 6 juillet 2008 et la mise en place du cadencement sur la ligne commerciale Bordeaux - Arcachon, la gare n'est plus desservie et n'accueille donc plus de trafic voyageurs du fait de sa faible fréquentation due aux horaires proposés par la SNCF 7 h - 19 h.
Depuis le 1er janvier 2013, un collectif est en train de se créer pour la réouverture de cette gare afin que des trains s'y arrêtent de nouveau.